# Rhoicinaria rorerae
Rhoicinaria rorerae är en spindelart som beskrevs av Harriet Exline 1950. Rhoicinaria rorerae ingår i släktet Rhoicinaria och familjen mörkerspindlar.
Artens utbredningsområde är Ecuador. Inga underarter finns listade i Catalogue of Life.